# ونیوف
شهر ونیوف (به روسی: Венёв) در کشور روسیه و در اوبلاست تولا واقع شده‌است.